# Triberg im Schwarzwald

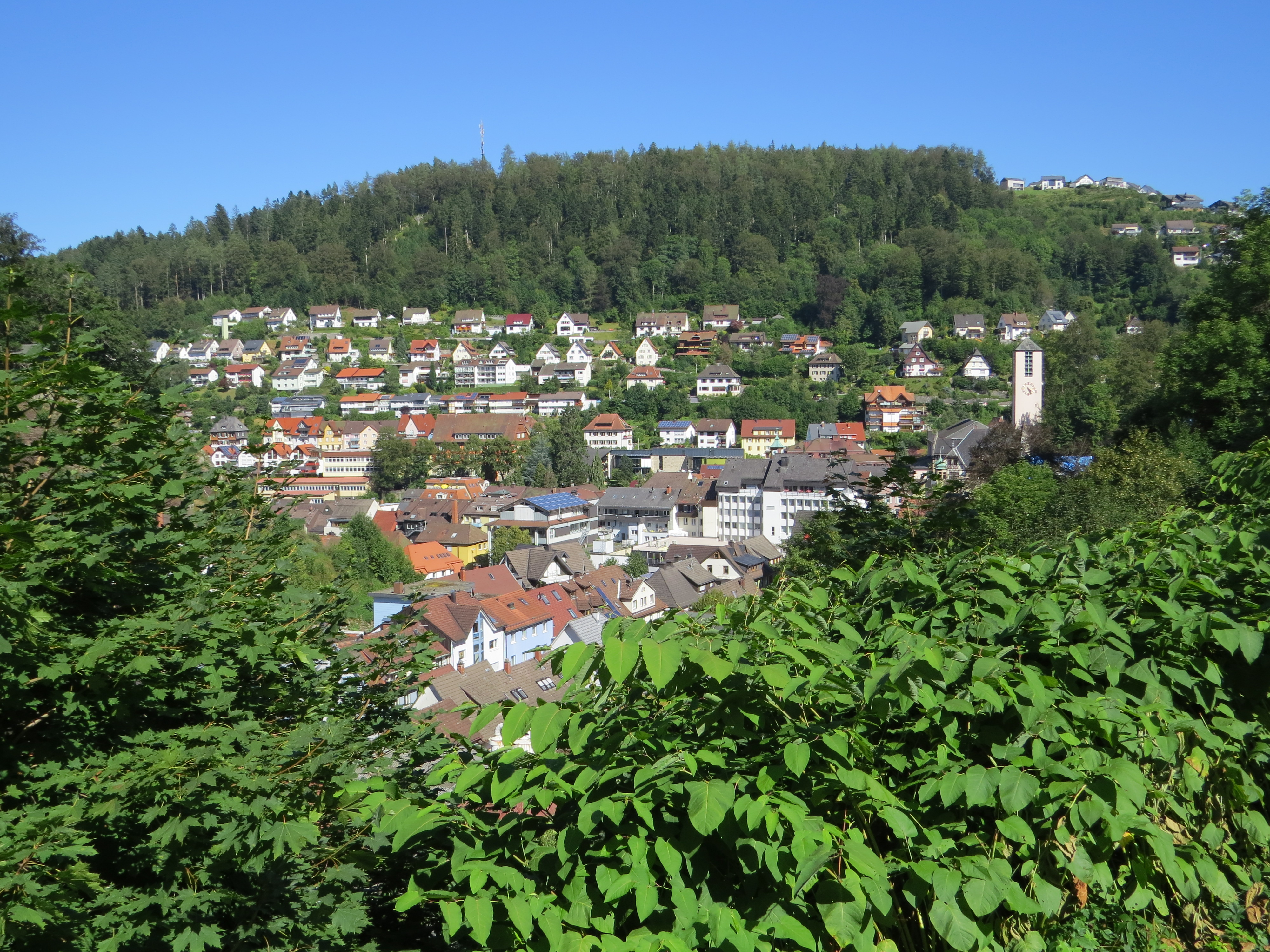
Triberg von Westen

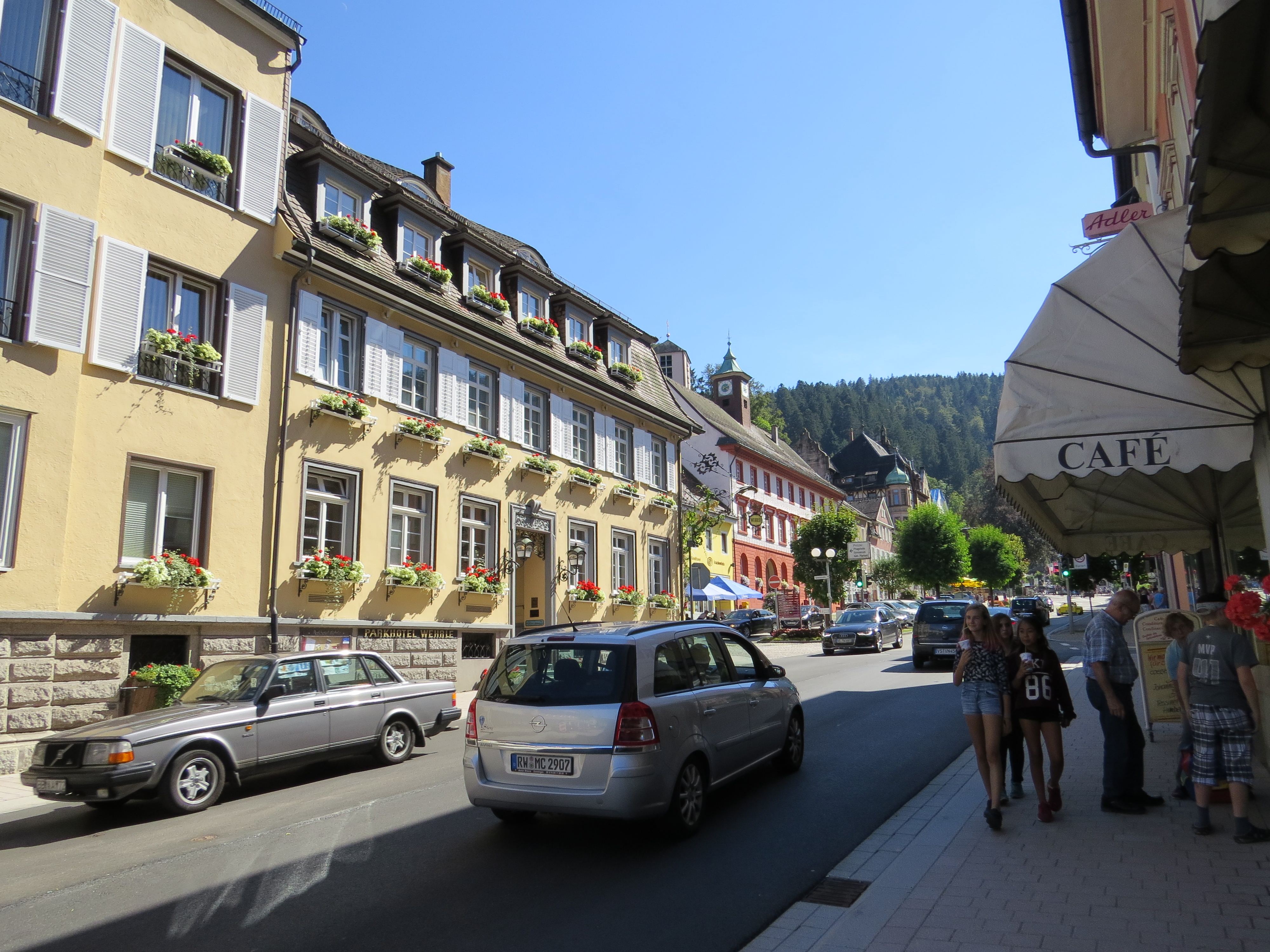
Hauptstraße in Triberg

Triberg um 1912

Triberg im Schwarzwald ist eine Stadt in Baden-Württemberg und gehört zum Schwarzwald-Baar-Kreis im Regierungsbezirk Freiburg. Seit dem 1. Oktober 2022 darf sie die Bezeichnung Wasserfallstadt führen.

## Geographie

### Geographische Lage
Triberg liegt im südlichen Teil des Mittleren Schwarzwalds in 600 bis 1038 Meter Höhe an den Bundesstraßen 33 und 500 sowie an der Deutschen Uhrenstraße. Der Bahnhof Triberg gehört zum bautechnisch anspruchsvollsten Abschnitt der Schwarzwaldbahn. Die nächsten größeren Städte mit Funktionen eines Oberzentrums sind südöstlich Villingen-Schwenningen (etwa 32 km) und südwestlich Freiburg im Breisgau (etwa 45 km).
Die städtische Bebauung füllt einen Talkessel aus, der im steilhängigen oberen Gutachtal durch eine kreuzende Tallinie gebildet wird. Sie besteht linksseitig aus dem Tal der Schonach und rechtsseitig aus dem des Prisenbachs. Die dennoch dreieckige Form des Kessels und des Stadtgrundrisses ergibt sich dadurch, dass die obere Gutach sich nicht in einem gewöhnlichen Tal dem Stadtzentrum nähert, sondern als Triberger Wasserfälle in einer karförmigen Nische den Wasserfallberg hinabstürzt.
Kaum eine Stadt im Schwarzwald liegt in ähnlich tief eingeschnittener Tallage. Die Bebauung der Kernstadt Triberg erstreckt sich über Höhenunterschiede von rund 250 m (Bahnhof etwa 600 m ü. NHN, Jugendherberge etwa 850 m ü. NHN). Für die Stadtplanung bedeutet dies immer wieder neue Herausforderungen. Mit dem Gewerbepark Triberg oberhalb des Wasserfalls wird erstmals auf die weniger steile Hochfläche ausgewichen.

### Nachbargemeinden
Die Stadt grenzt im Norden an die Stadt Hornberg im Ortenaukreis und Schonachbach, eine Teilgemeinde von Schonach im Schwarzwald. Schonach bildet auch die westliche Begrenzung von Triberg. Im Osten bestehen gemeinsame Grenzen mit der Stadt Schramberg (Landkreis Rottweil) und mit der Stadt St. Georgen im Schwarzwald, im Süden grenzt Triberg an die Gemeinde Schönwald im Schwarzwald und die Stadt Furtwangen im Schwarzwald.

### Stadtgliederung
Zu der Stadt Triberg im Schwarzwald gehören die zwei ehemals selbstständigen Gemeinden Gremmelsbach (eingemeindet am 1. Oktober 1974) und Nußbach (eingemeindet am 1. Januar 1973) sowie 86 weitere Dörfer, Weiler, Zinken, Höfe und Häuser.
Im Gebiet der ehemaligen Gemeinde Gremmelsbach liegt die abgegangene Burg Althornberg.

### Schutzgebiete
In Triberg liegt das Naturschutzgebiet Schlossberg-Hauberg und die Landschaftsschutzgebiete Triberger Wasserfälle und Prisenbach und Hirzwald-Lägerfelsen. Darüber hinaus hat Triberg Anteil am FFH-Gebiet Mittlerer Schwarzwald bei Hornberg und Schramberg und am Vogelschutzgebiet Mittlerer Schwarzwald. Triberg liegt zudem im Naturpark Südschwarzwald.

## Geschichte
Erstmals erwähnt wurde Triberg im Jahr 1239 in einer Urkunde, in der ein Ministeriale Peter von Triberc genannt wird. 1330 erfolgte zum ersten Mal die Erwähnung Tribergs als Stadt, 1349 wurde erstmals das möglicherweise schon länger bestehende Marktrecht erwähnt. Von 1355 bis 1797 gehörte die Stadt zum Hause Habsburg und damit zum österreichischen Herrschaftsgebiet Vorderösterreich. 1805 kam Triberg kurzzeitig zum Herzogtum Württemberg, 1806 dann zum Großherzogtum Baden.
Ein Stadtbrand zerstörte die Stadt im Jahr 1826 nahezu komplett. In den Jahren danach wurde die Stadt als Planstadt im klassizistischen Stil wieder aufgebaut. Im Jahre 1884 errichtete Triberg die erste öffentliche elektrische Straßenbeleuchtung in Deutschland; der Strom wurde an den über 150 m hohen Wasserfällen gewonnen.
Den Namensbestandteil im Schwarzwald führt die Stadt seit dem 20. Juni 1963. Am 1. Januar 1973 wurde die bis dahin selbstständige Gemeinde Nußbach eingemeindet, am 1. Oktober 1974 folgte Gremmelsbach.

## Politik

### Gemeinderat
Der Gemeinderat in Triberg hat 18 Mitglieder. Der Gemeinderat besteht aus den gewählten ehrenamtlichen Gemeinderäten und dem Bürgermeister als Vorsitzendem. Der Bürgermeister ist im Gemeinderat stimmberechtigt. Die Kommunalwahl am 9. Juni 2024 führte zu folgendem amtlichen Endergebnis:
| Parteien und Wählergemeinschaften | Parteien und Wählergemeinschaften           | % 2024 | Sitze 2024 |        | % 2019 | Sitze 2019 | Kommunalwahl 2024 %50403020100 43,4 %35,5 %21,1 % CDUFWSPDGewinne und Verlusteim Vergleich zu 2019 %p 4 2 0 −2 −4+3,1 %p−1,0 %p−2,1 %pCDUFWSPD |
| CDU                               | Christlich Demokratische Union Deutschlands | 43,4   | 8          | 40,3   | 8      |            | Kommunalwahl 2024 %50403020100 43,4 %35,5 %21,1 % CDUFWSPDGewinne und Verlusteim Vergleich zu 2019 %p 4 2 0 −2 −4+3,1 %p−1,0 %p−2,1 %pCDUFWSPD |
| FW                                | Freie Wähler                                | 35,5   | 6          | 36,5   | 7      |            | Kommunalwahl 2024 %50403020100 43,4 %35,5 %21,1 % CDUFWSPDGewinne und Verlusteim Vergleich zu 2019 %p 4 2 0 −2 −4+3,1 %p−1,0 %p−2,1 %pCDUFWSPD |
| SPD                               | Sozialdemokratische Partei Deutschlands     | 21,1   | 4          | 23,2   | 4      |            | Kommunalwahl 2024 %50403020100 43,4 %35,5 %21,1 % CDUFWSPDGewinne und Verlusteim Vergleich zu 2019 %p 4 2 0 −2 −4+3,1 %p−1,0 %p−2,1 %pCDUFWSPD |
| Gesamt                            | Gesamt                                      | 100    | 18         | 100    | 19     |            | Kommunalwahl 2024 %50403020100 43,4 %35,5 %21,1 % CDUFWSPDGewinne und Verlusteim Vergleich zu 2019 %p 4 2 0 −2 −4+3,1 %p−1,0 %p−2,1 %pCDUFWSPD |
| Wahlbeteiligung                   | Wahlbeteiligung                             | 54,8 % | 54,8 %     | 50,7 % | 50,7 % |            | Kommunalwahl 2024 %50403020100 43,4 %35,5 %21,1 % CDUFWSPDGewinne und Verlusteim Vergleich zu 2019 %p 4 2 0 −2 −4+3,1 %p−1,0 %p−2,1 %pCDUFWSPD |

### Bürgermeister
- 1891–1894 Franz Richard Hock
- 1895–1904: Karl Friedrich Otto Schuster
- 1904–1921: Johann Baptist de Pellegrini[7]
- 1921–1945: Emil Keil
- nach Kriegsende bis Ende 1961: Willy Faster (von der französischen Besatzungsbehörde eingesetzt, zweimal wiedergewählt)[8]
- Anfang 1962–1969: Heinz Villinger (≈1918–2011)
- 1969–ca. 1985: Alfred Vogt (≈1921–2001)
- ca. 1985–2002: Klaus Martin (CDU)
- seit Februar 2002: Gallus Strobel[9]

Gallus Strobel (* 1954, CDU, seit Mai 2019 parteilos) ist seit 1. Februar 2002 Bürgermeister, er wurde im November 2017 im ersten Wahlgang für eine dritte Amtszeit bestätigt. Strobel ist auch Vorstand der noch bestehenden Triberger Erlebniswelt AG und bei verschiedenen Unternehmensbeteiligungen der Stadt wie der aquavilla GmbH federführend. Im Mai 2019 trat Strobel nach fast 20-jähriger Mitgliedschaft aus der CDU aus.

### Wappen
| Wappen der Stadt Triberg im Schwarzwald | Blasonierung: „Uber grünem Dreiberg in von Silber (Weiß) und Rot geviertem Schild zwei gestürzte zugewendete Hifthörner in verwechselten Farben.“ |
| Wappen der Stadt Triberg im Schwarzwald | Wappenbegründung: Triberg gehörte ursprünglich zur Herrschaft Hornberg, die um 1280 geteilt wurde. Nach dem Aussterben der Triberger Linie 1325 kamen Burg und Ort zunächst an die Grafen von Hohenberg, später an Österreich. 1330 wird Triberg erstmals Stadt genannt. Sie führte in ihren Siegeln als Stadtwappen mit den gestürzten Hörnern über einem Dreiberg das „redende Wappen“ der Herren von Hornberg/Triberg. Der erste Abdruck eines wesentlich älteren Typars des Stadtsiegels liegt vom Jahre 1501, die älteste Darstellung des Stadtwappens außerhalb der Siegel aus dem Jahre 1685 vor. Seit der zweiten Hälfte des 19. Jahrhunderts wird der Schild über dem Dreiberg von Silber und Rot geviert dargestellt (österreichische Farben?). Die heute gültige Gestaltung des Wappens wurde 1898, die Tingierung 1962 festgelegt und vom Innenministerium am 15. Mai 1962 bestätigt. |

Wappen der ehemals selbstständigen Gemeinden

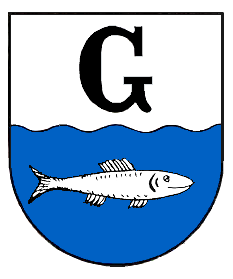
Gremmelsbach
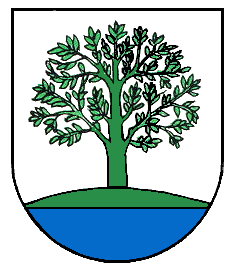
Nußbach

### Partnerstädte
Triberg ist Mitglied im Lazarus-von-Schwendi-Städtebund und die Partnerstadt von Fréjus im französischen Département Var.

## Wirtschaft und Infrastruktur

### Wirtschafts- und Versorgungsbetriebe
1896 erfolgte die Gründung der Elektrizitäts-Gesellschaft Triberg GmbH (EGT) durch Friedrich Wilhelm Schoen, Wilhelm Eduard von Schoen und Carl von Linde. Sie ist heute noch aktiv und in den Geschäftsbereichen Stromerzeugung, Stromverteilung und elektrotechnischer Anlagenbau tätig. 1922 beteiligten sich Triberg, St. Georgen, Furtwangen, Hornberg und die Gemeinde Schonach am Stammkapital der EGT, die 2008 als AG umfirmierte. Die aquavilla GmbH ist eine Ausgründung, die Wasserversorgungsnetze betreibt.
Die früher stark vertretene Uhrenindustrie ist mittlerweile auf Museumsangebote und Verkaufsgeschäfte reduziert. Das Homöopathika herstellende Unternehmen Biologische Heilmittel HEEL GmbH hatte einen Sitz in Triberg und vertrieb das bei Schwindelanfällen eingesetzte Präparat Vertigo-Heel. Auch das örtliche Werk von Bühler Motor wurde geschlossen und abgerissen. Der bedeutendste Arbeitgeber der Stadt ist 2013 die Asklepios Klinik. Die Einwohnerzahl ist rückläufig, 4.767 Menschen lebten 2022 in Triberg, in den 1960er Jahren waren es noch 8.000.

### Verkehr

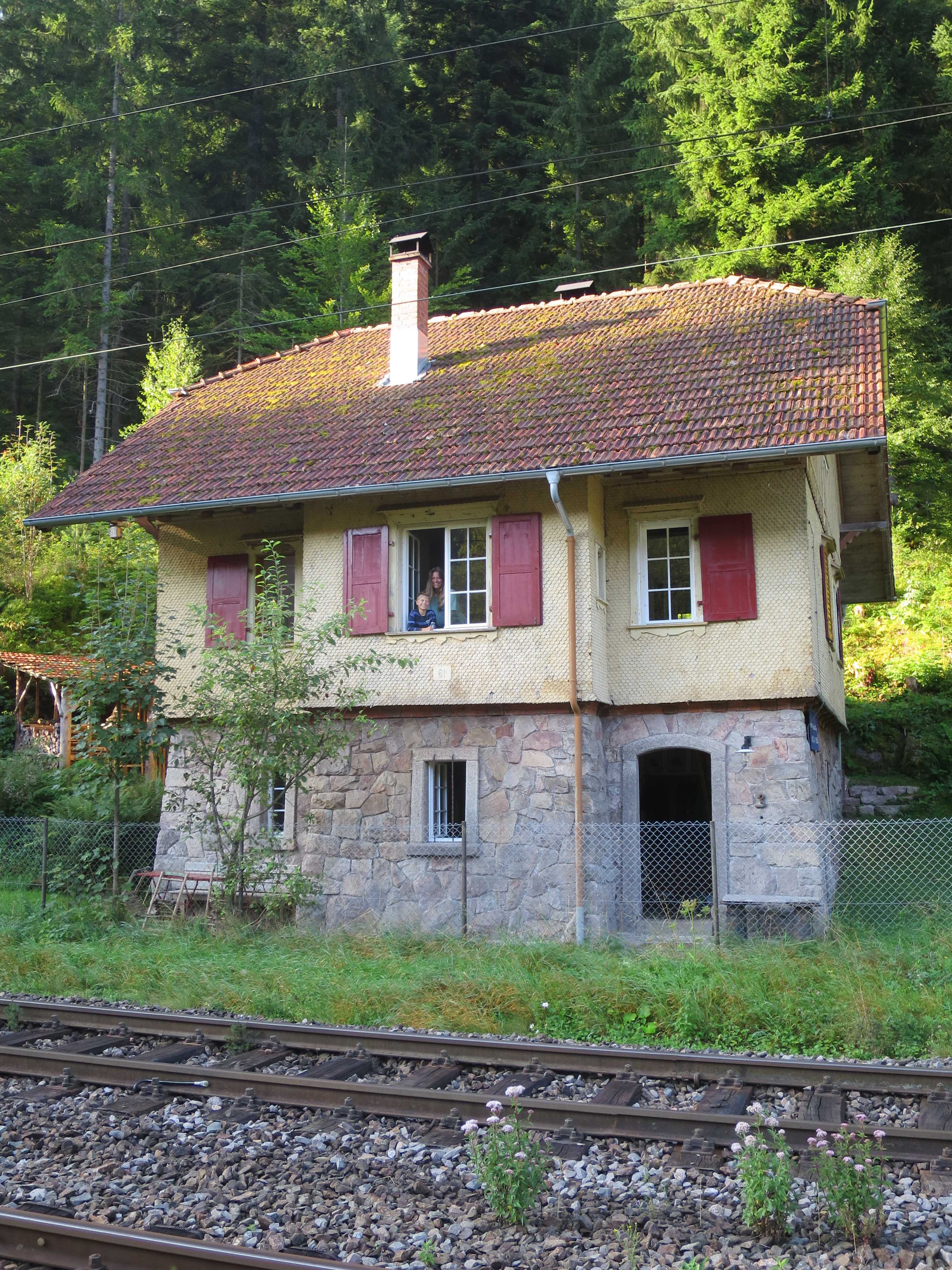
Denkmalgeschütztes Bahnwärterhaus in Triberg

Der Bahnhof Triberg liegt an der Schwarzwaldbahn und wird stündlich von einem Regional-Express der Linie RE 2 von Karlsruhe Hbf nach Konstanz bedient. Zusätzlich hält ein Intercity-Zugpaar der Linie 35 in Triberg.
Durch eine Alltagsroute aus dem Radnetz Baden-Württemberg ist Triberg über St. Georgen im Schwarzwald mit Villingen verbunden. Künftig soll die Route von Triberg über Hornberg nach Hausach weiterführen.

### Tourismus
Durch die besondere Topologie und Landschaft, das Mittelgebirgsklima und durch zahlreiche Freizeiteinrichtungen in der Umgebung bietet Triberg mit den Ortschaften Nußbach und Gremmelsbach gute Voraussetzungen für den Tourismus. Der Ort liegt an der Deutschen Uhrenstraße. Als heilklimatischer Kurort verfügen Triberg, Nußbach und Gremmelsbach über 1500 Gästebetten. Ferien auf dem Bauernhof und zu Ferienwohnungen ausgebaute Schwarzwaldhöfe komplettieren das Tourismusangebot.
Zusammen mit vier weiteren Gemeinden (Emmendingen, Steinen, Stühlingen und Wehr) erhielt Triberg den Titel Tor zum Naturpark Südschwarzwald, welcher der zweitgrößte deutsche Naturpark ist.
Ende des ersten Jahrzehnts des 21. Jahrhunderts besuchten etwa 250.000 Touristen jährlich die unmittelbar benachbarten Triberger Wasserfälle, einige Jahre vorher waren es doppelt so viele gewesen. Nach den Terroranschlägen am 11. September 2001 blieben viele US-amerikanische Besucher aus. Der Umgang mit einer hohen Zahl von Tages- und wenigen Übernachtungsgästen ist eine Herausforderung für die kleine Stadt.
Aktuell (Stand 2024) zählt die Stadt 155.000 Übernachtungen im Jahr.

### Projekte

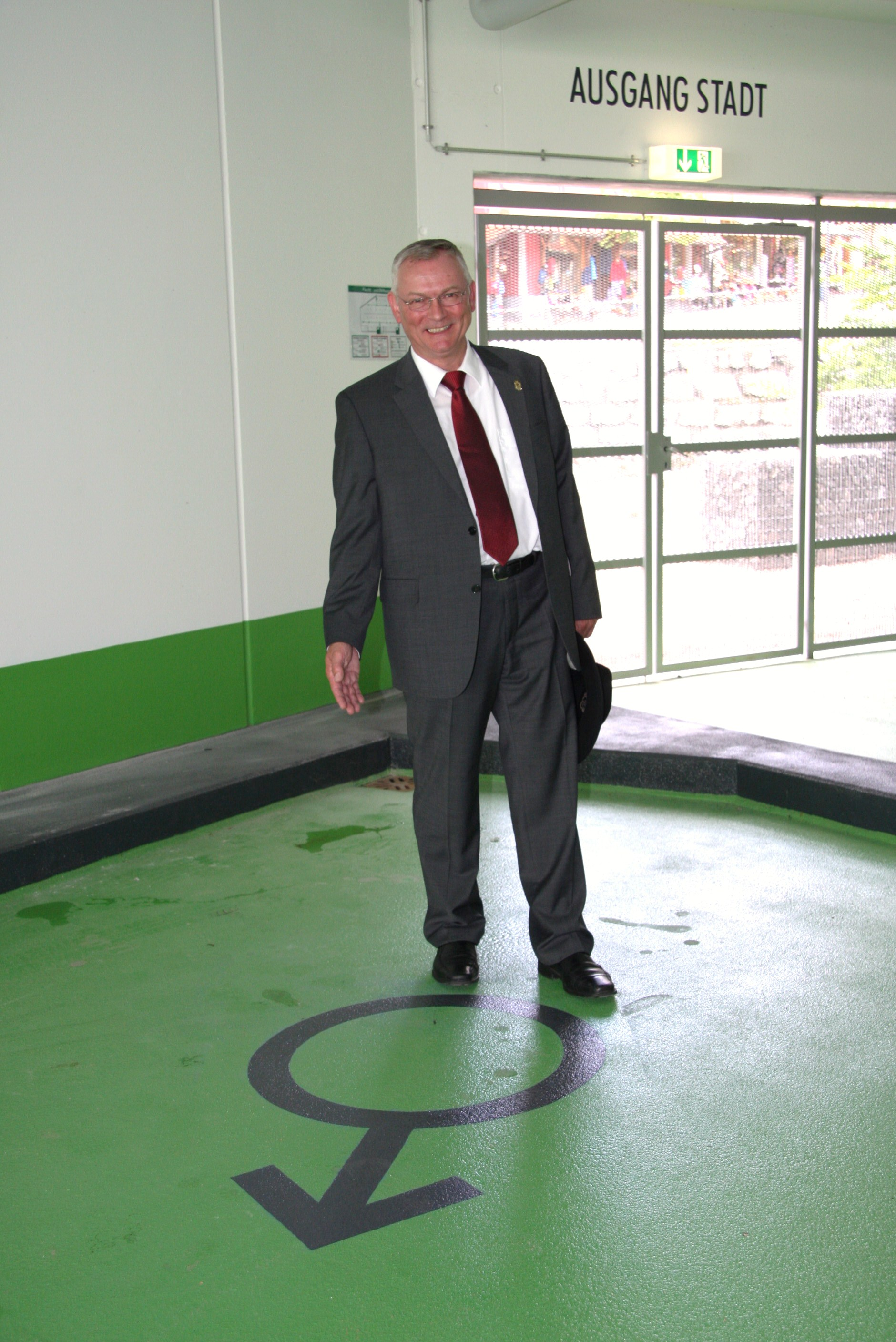
Bürgermeister Strobel auf einem der Triberger Männerparkplätze

2007 war noch vom 90-Millionen-Projekt Triberger Erlebniswelt die Rede. Die Erlebniswelt selbst wurde nach Streitigkeiten zwischen dem Schmuckhändler Thomas Weisser, der auf Bustourismus setzte, und dem ehemaligen SAP-Chefentwickler Günther Möckesch, der nachhaltigen Tourismus fördern wollte, ad acta gelegt. Das 2 Millionen Euro teure Parkhaus mit den viral bekannt gewordenen Männerparkplätzen ist das einzige Bauprojekt, das bislang auf der lokal größten Industriebrache Tribergs realisiert wurde.
Zwischenzeitlich war von Honorarforderungen in zweistelliger Millionenhöhe des Architekten Max-Dieter Mack, eines Verwandten des Freizeitparkmoguls Roland Mack, die Rede. Bürgermeister Strobel hatte in seiner Eigenschaft als Vorstand der Erlebniswelt Triberg AG Mack ein deutlich kleineres Budget für eine Vorstudie zugesagt und dieses auch bewilligt. Der Auftrag selbst für Planung und Bau der Parkgarage ging an ein anderes Architekturbüro. Mittlerweile sind ein Einkaufszentrum und kleinere Tourismusangebote geplant.

## Kultur und Sehenswürdigkeiten

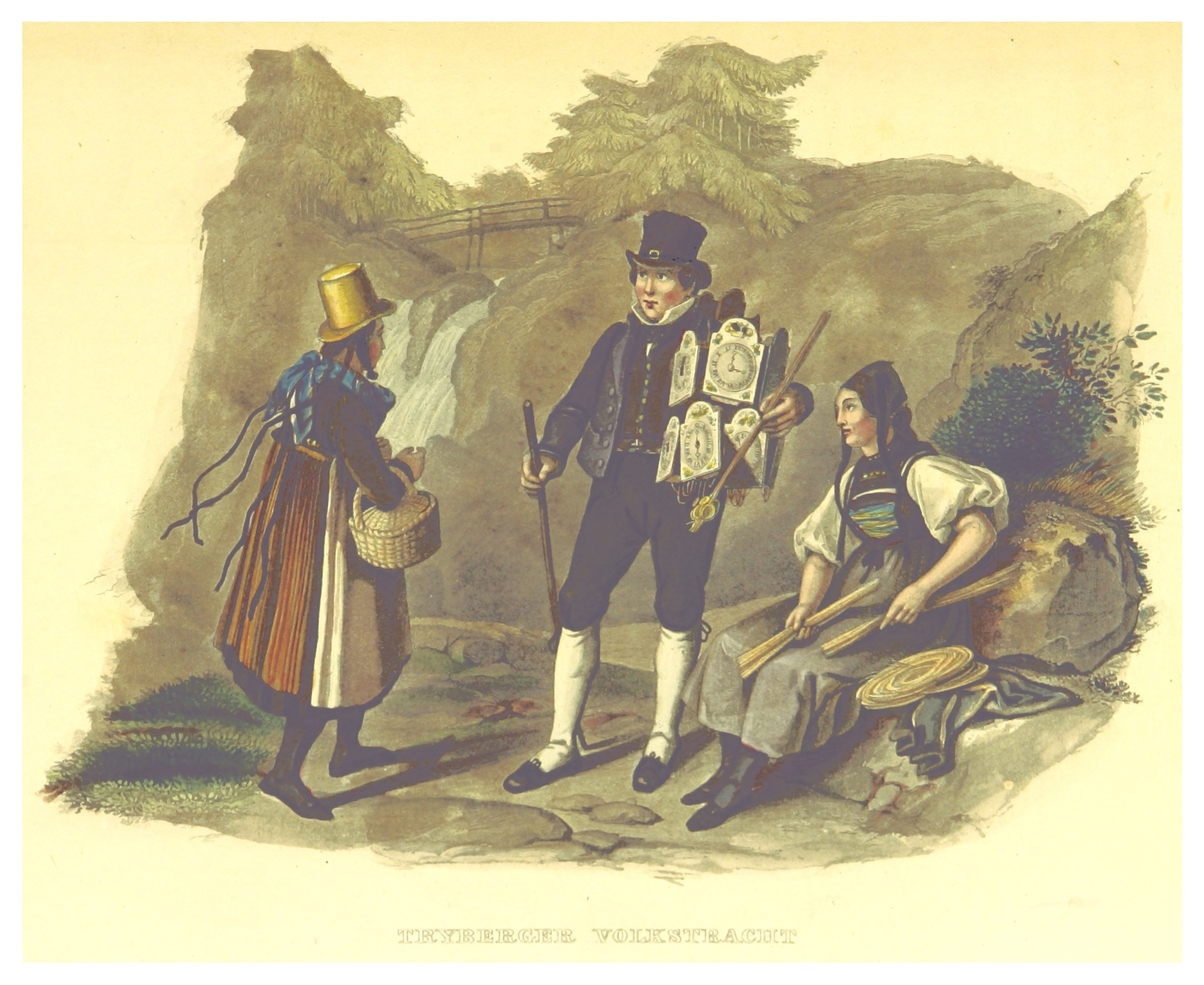
Die Triberger Volkstracht

### Die Triberger Volkstracht
Das nebenstehende Bild aus dem Universallexikon des Großherzogthums Baden zeigt zwei Triberger Bäuerinnen und einen Uhrenträger um 1840.

### Sehenswürdigkeiten

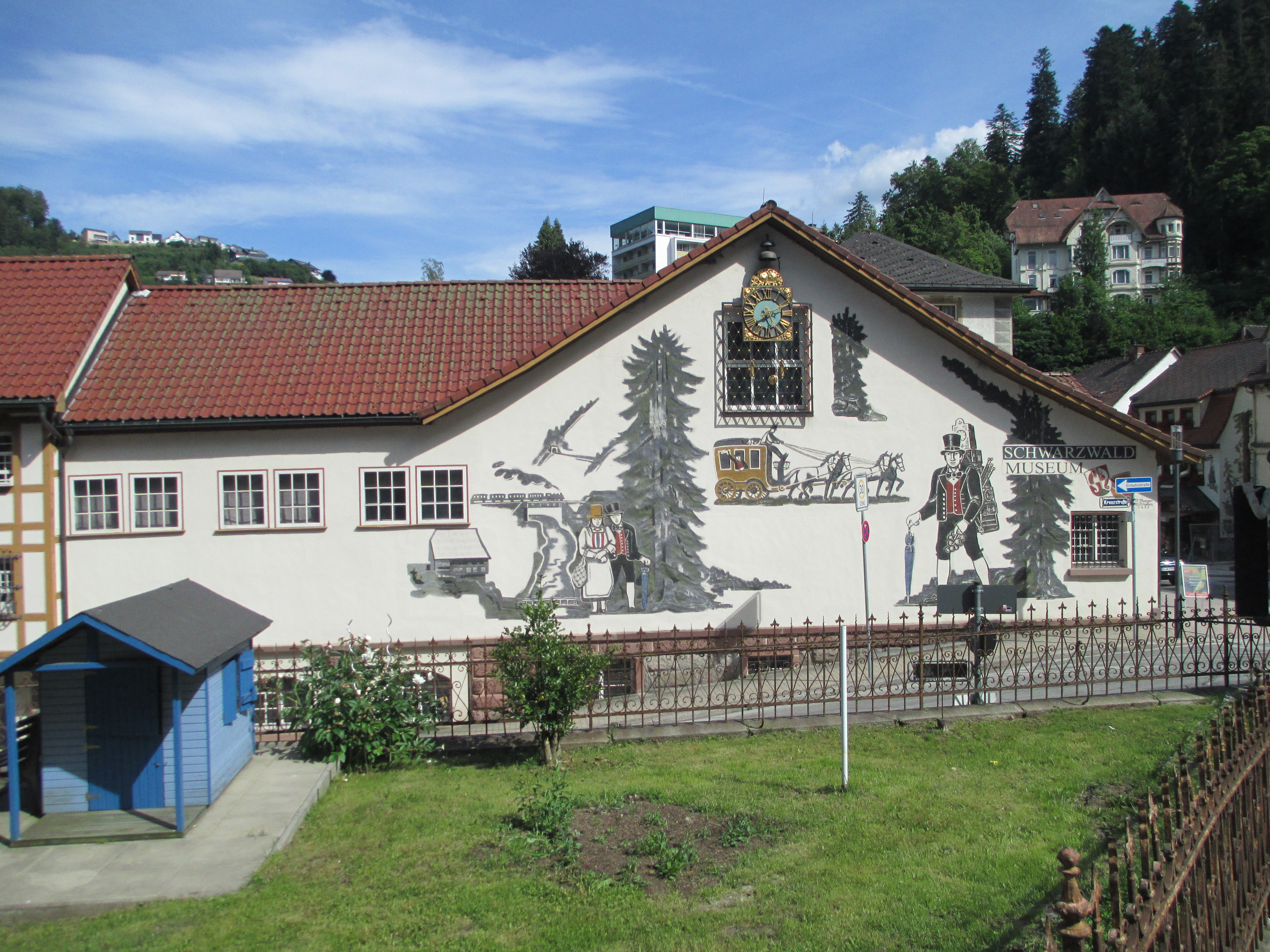
Schwarzwaldmuseum Triberg

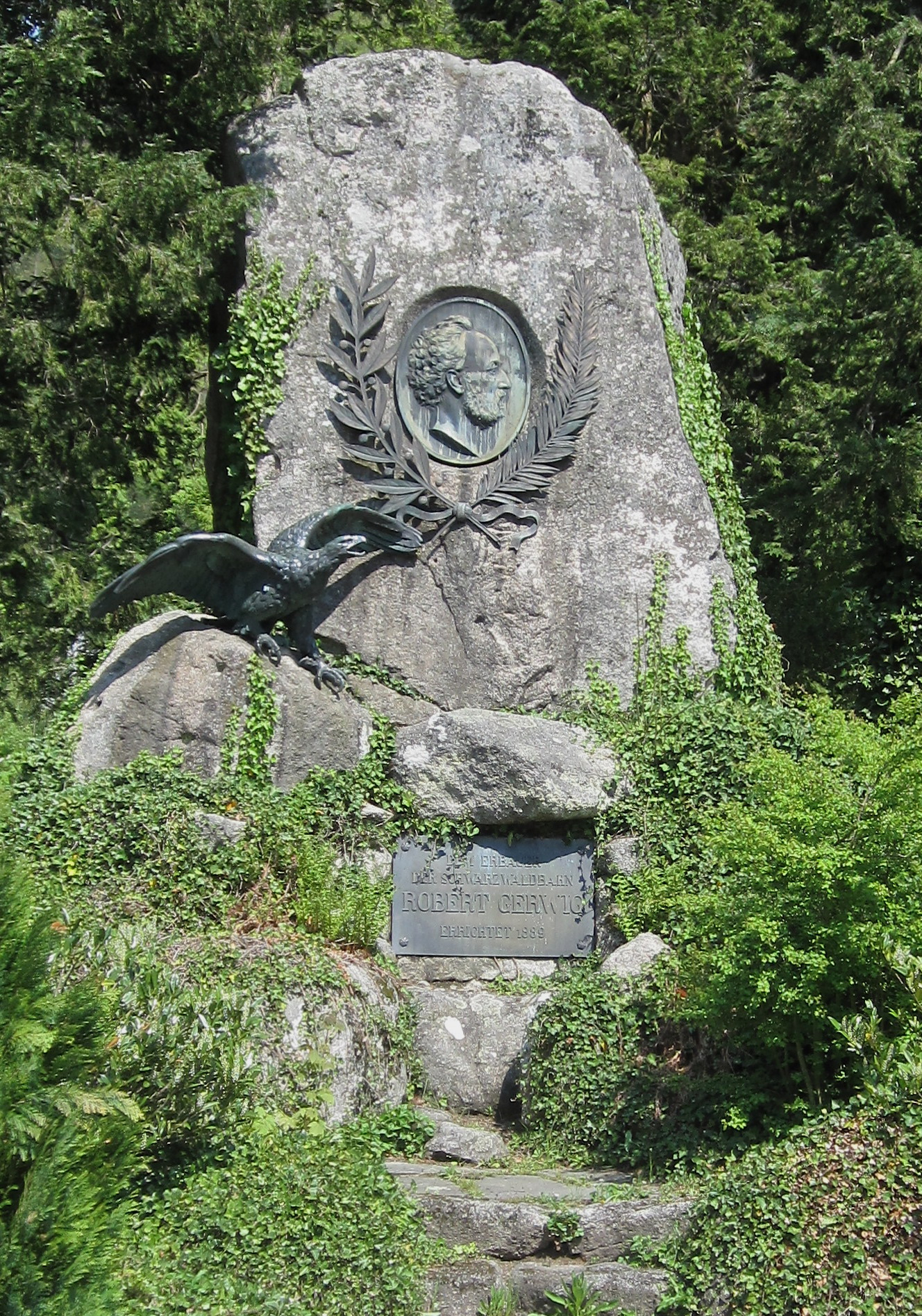
Das Gerwig-Denkmal in Triberg

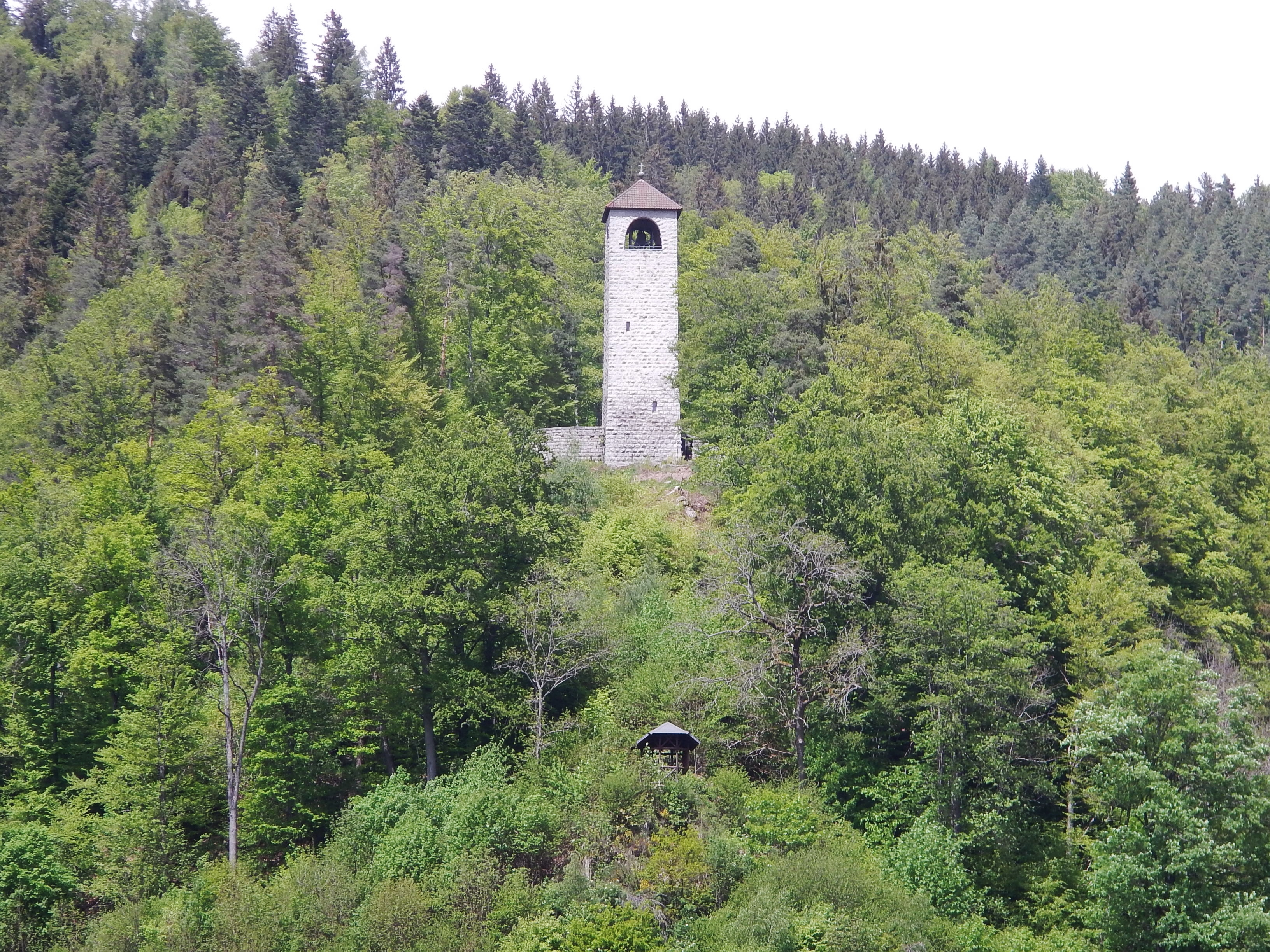
Kriegerdenkmal und Aussichtsturm („Ehrenmal“)

- Triberger Wasserfälle, die fälschlicherweise als die höchsten Deutschlands beworben werden (siehe Liste der Wasserfälle in Deutschland#Die zehn höchsten Wasserfälle)
- Schwarzwaldmuseum
- Gerwig-Denkmal erinnert an Robert Gerwig, den Erbauer der Schwarzwaldbahn
- Bergsee in einem nordwestlichen Nachbar-Kar des Wasserfall-Kessels
- Wallfahrtskirche Maria in der Tanne am Bergsee mit Hochaltar von Joseph Anton Schupp
- Kirche St. Josef in Triberg-Gremmelsbach mit Malereien von Clemens Hillebrand
- Kirche St. Sebastian in Triberg-Nußbach mit Malereien von Clemens Hillebrand, u. a. mit der Ummalung der Gott-Vater-Figur von Joseph Anton Schupp
- Holzgeschnitzter Rathaussaal
- Weltgrößte begehbare Kuckucksuhr
- Greifvogel- und Eulenpark
- Uhrenfabrik Hubert Herr, Hersteller der weltkleinsten Kuckucksuhr
- Burg Althornberg
- Burg Triberg
- Triberger Galgen
- Kriegerdenkmal und Aussichtsturm („Ehrenmal“) aus den 1930er Jahren

Triberg verfügt über ein ausgedehntes, gut ausgeschildertes Wanderwegnetz. Der Mittelweg Pforzheim–Waldshut und der Querweg Rottweil–Lahr führen über die Gemarkung.
Außerdem liegt Triberg an einem technisch außergewöhnlichen und landschaftlich reizvollen Abschnitt der Schwarzwaldbahn, einer Eisenbahnstrecke mit insgesamt 40 Tunneln.

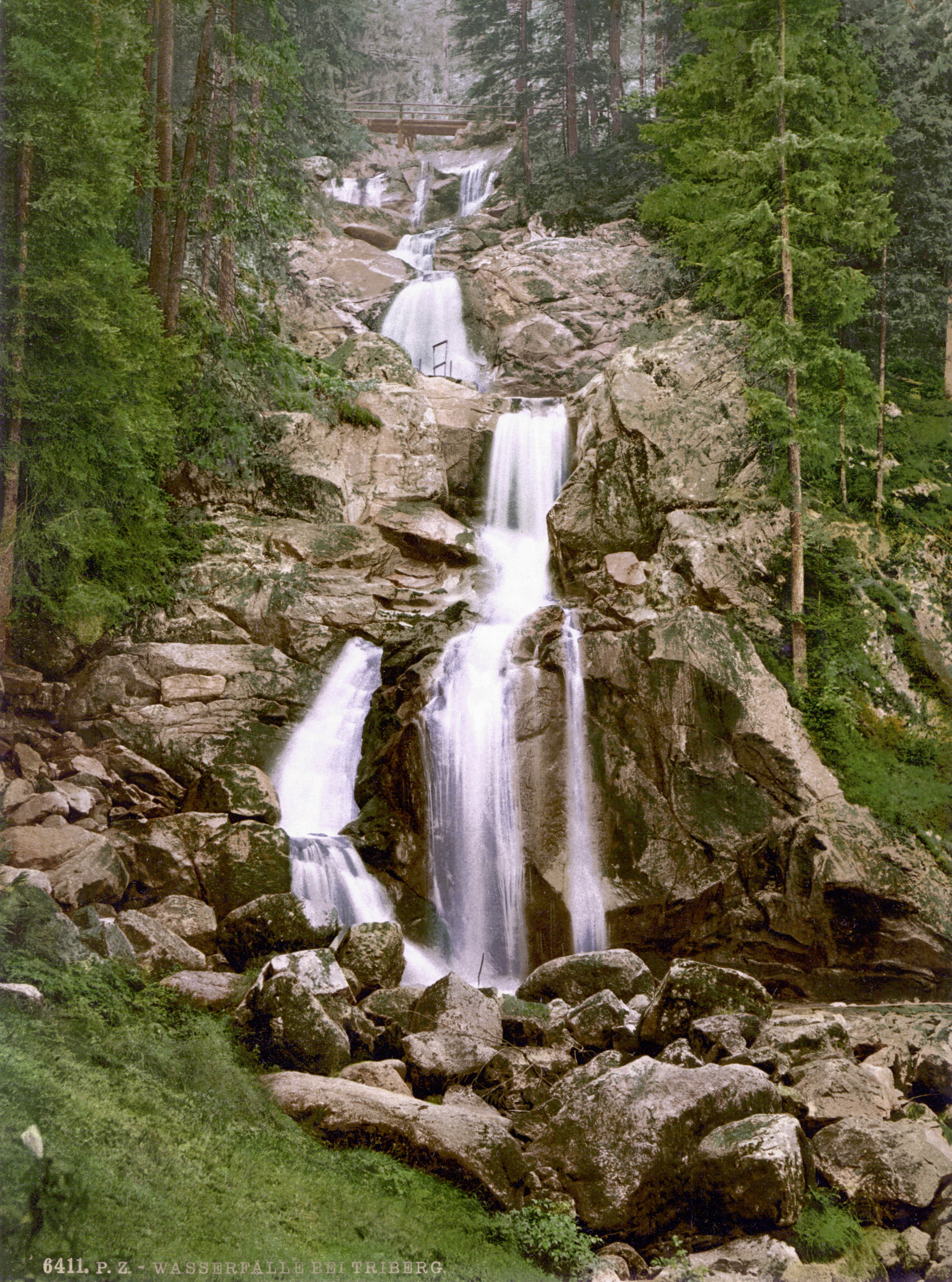
Untere Hälfte der Triberger Wasserfälle, etwa 1900
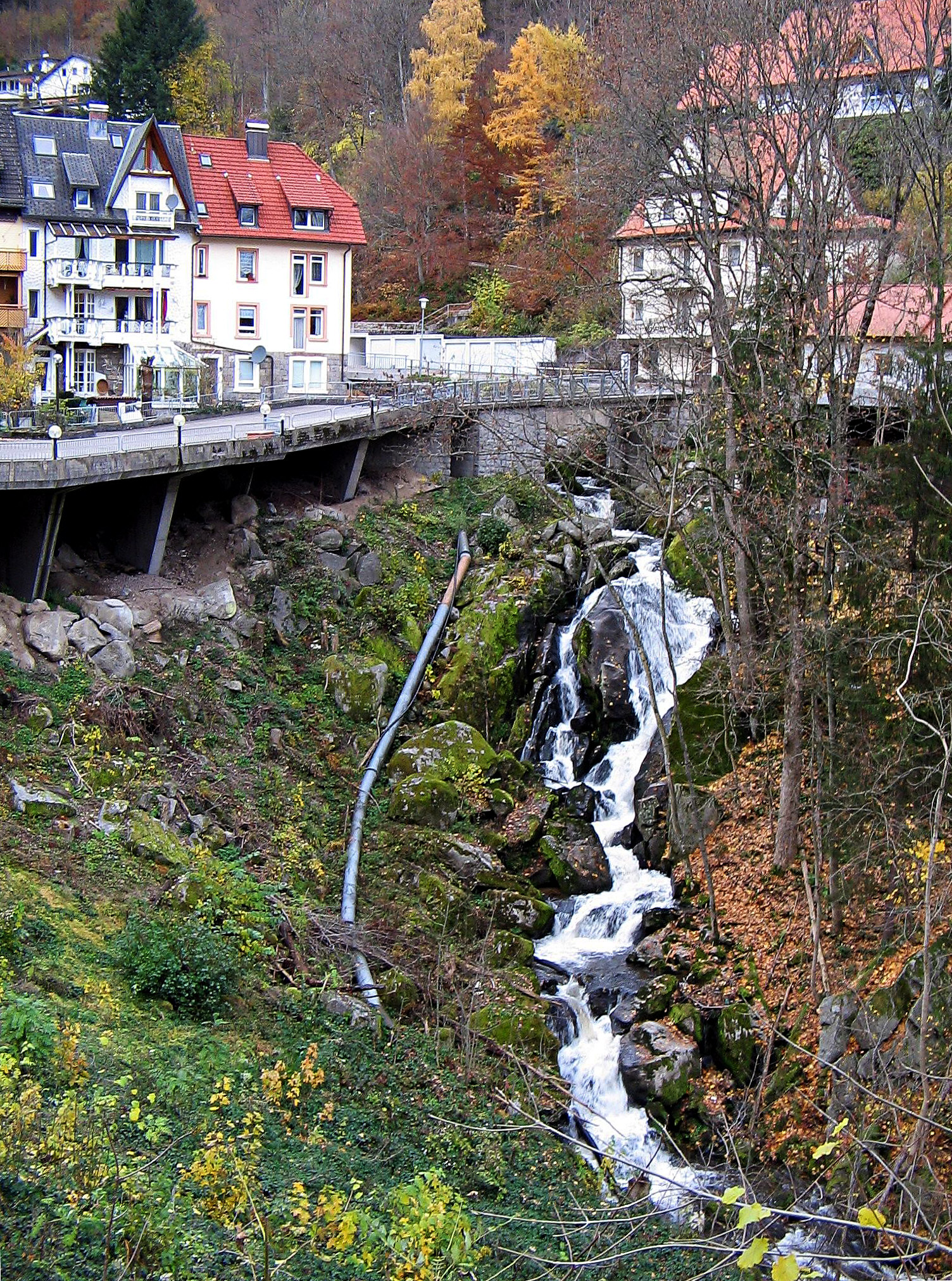
Wasserfall der Schonach in den Triberger Talkessel
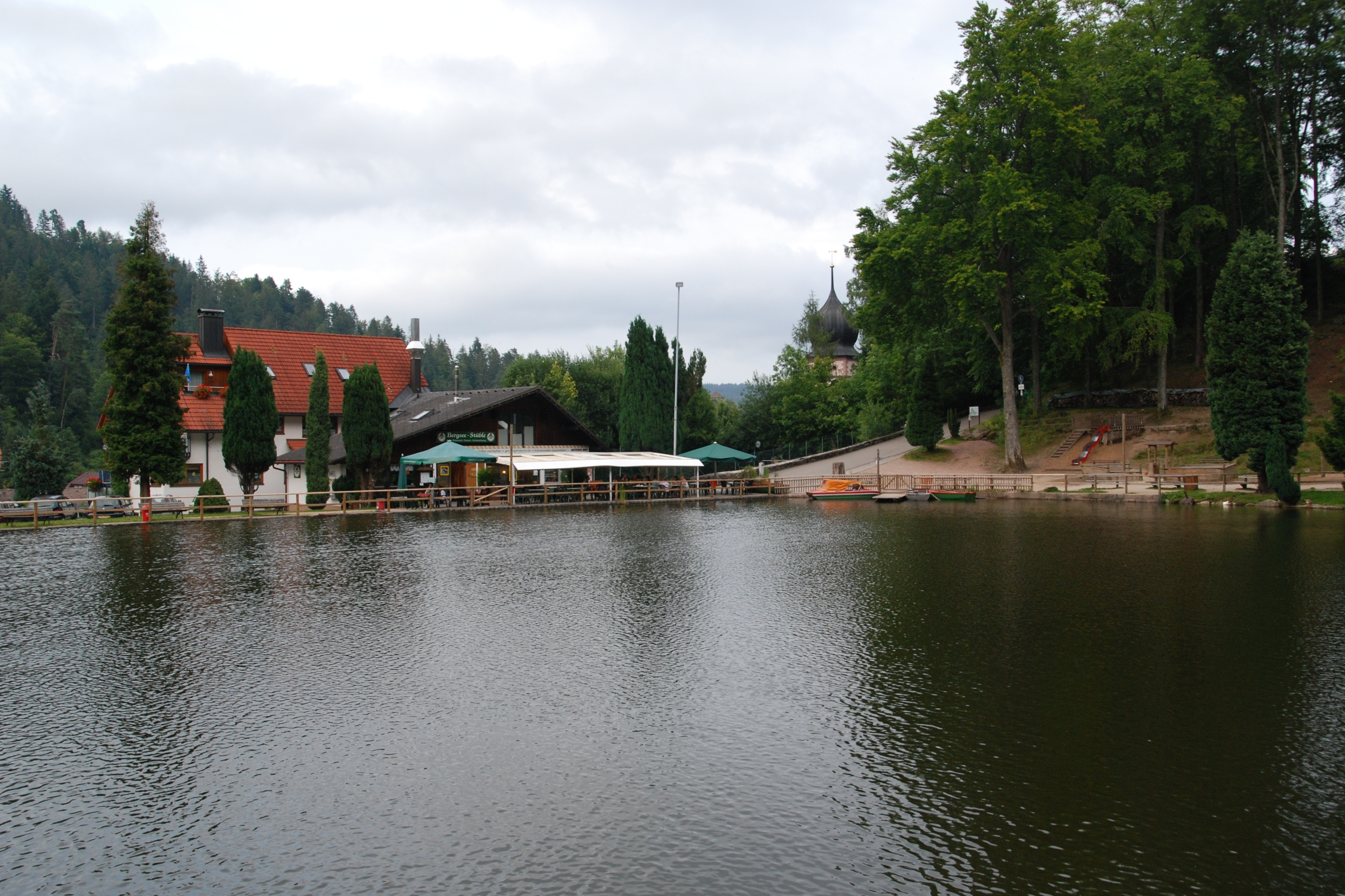
Bergsee mit Kirche Maria in der Tanne
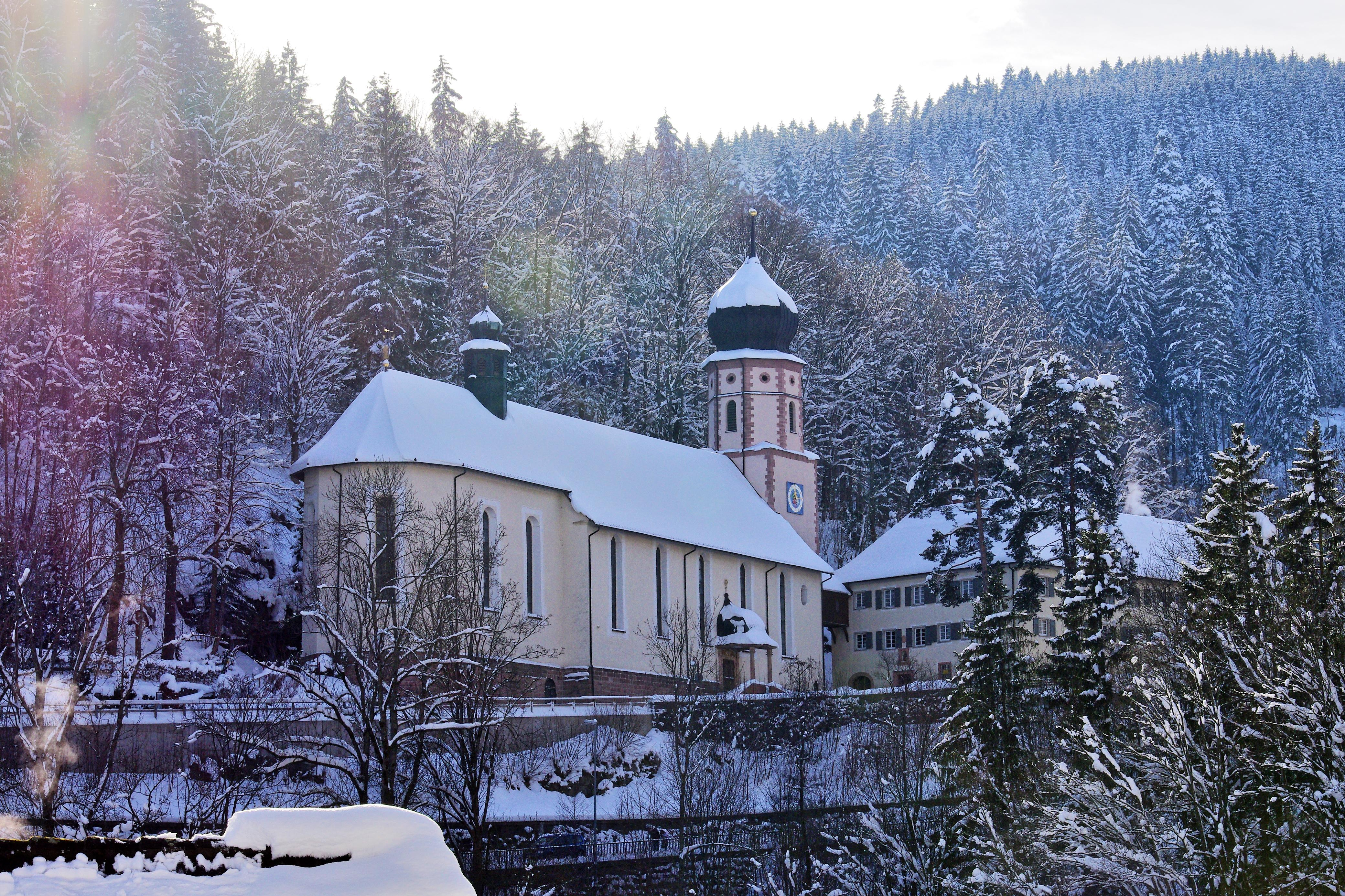
Maria in der Tanne

## Sport
- Triberg hatte im Jahre 1908 den ersten elektrisch betriebenen Skilift der Welt.
- Die Eiskunstlauf-Europameisterschaft 1925 wurde auf dem Bergsee am Rande der Stadt ausgetragen.
- Von 2012 bis 2014 trat der SV Triberg in der 1. Ringer-Bundesliga an.

## Bildung
An Bildungseinrichtungen stehen in Triberg zur Verfügung
- die Kindergärten Mariengarten und St. Anna in Triberg, St. Sebastian in Nußbach sowie der Kindergarten Gremmelsbach
- Grund- und Hauptschulen in Triberg und Nußbach
- die Realschule Triberg
- das Schwarzwald-Gymnasium Triberg
- die Volkshochschule Triberg

## Persönlichkeiten

### Söhne und Töchter der Stadt
- Franz Anton Scherzinger (* 7. Februar 1735; † 21. August 1793 in Sigmaringen-Gutenstein), Priester, Groß-Kanoniker, beigesetzt in der St.-Gallus-Kirche zu Gutenstein (Epitaph an der Nordseite des Langhauses)
- Johann Baptist Bekk (1797–1855), Jurist und Politiker, Abgeordneter, Innenminister
- Karl Josef Fortwängler (1875–1960), genannt „Schnitzersepp“, Genie im Bereich der Schnitzerei (Erschaffer des Rathaussaals)
- Alfred Hagenunger (1877–1948), Jurist, Oberamtmann und Landrat
- Georg Reinbold (1885–1946), Politiker, Landtagsabgeordneter (SPD)
- Max Gebhard (1906–1990), Grafiker
- Bruno Grieshaber (1919–2005), Fabrikant, Gründer und Namensgeber der VEGA Grieshaber
- Albrecht Dold (1928–2011), Mathematiker und Professor in Heidelberg
- Rudolf Leibinger (1928–2011), Jurist
- Karl Volk (* 1936 im Triberger Ortsteil Gremmelsbach), Historiker, Journalist
- Klaus Kienzler (* 1944), römisch-katholischer Theologe
- Heinz Bierbaum (* 1946), Politiker (Die Linke)
- Tomas Riehle (1949–2017), Architekturfotograf
- Hubert Lienhard (* 1951), Manager
- Dieter Hilser (* 1953), Politiker (SPD)
- Alexander Fischinger (* 1964), Fußballtrainer
- Hans-Peter Pohl (* 1965), Olympiasieger in der Disziplin Nordische Kombination
- Jan C. Schlegel (* 1965), Fotograf
- Christof Duffner (* 1971), Skispringer
- Robert Haustein (* 1980), Gesundheitsökonom
- Tobias Huck (* 1990), Klarinettist (unter anderem Bundespreise bei „Jugend musiziert“ und etliche Fernsehauftritte)
- Jan Rotter (* 1991), Ringer (unter anderem Bronze bei der EM)
- Manfred Kuner (* 1953), Präsident des Schwarzwälder Skiverbandes

### Mit der Stadt verbunden
- Clemens Maria Hofbauer, (1751–1820), war 1805 Seelsorger in Maria in der Tanne in Triberg.
- Theodor Huber (1758–1816), Obervogt
- Karl Friedrich Otto Schuster (1846–1927), Bürgermeister von 1895 bis 1904
- Efim Bogoljubow (1889–1952), ukrainisch-deutscher Schachgroßmeister
- Hans Fritsch (1889–1931), Jakopp genannter Freund Kurt Tucholskys, der ihn vom 16. bis 26. August 1919 in der Villa Fritsch in Nußbach beherbergte und in dessen Reisebericht Das Wirtshaus im Spessart (1927) sowie dem Roman Schloß Gripsholm (1931) literarisch verewigt ist.

## Rezeption
Nach Triberg wurden der Asteroid (619) Triberga und eine Lokomotive der Deutschen Bahn benannt. Ernest Hemingway erwähnte in seiner Kurzgeschichte Schnee auf dem Kilimandscharo eine Episode rund um Triberg während seines dreiwöchigen Aufenthalts im Schwarzwald im Jahr 1922. Im Jahr 2002 wurden die von der Stadt seit 1999 durchgeführten Hemingway-Days aufgrund einer öffentlichen Kontroverse über angebliche Kriegsverbrechen Hemingways abgesetzt. Zudem wurden Szenen des deutsch-spanischen Thrillers Der Fluch des Kuckucks in Triberg und im Uhrenpark Eble gedreht.